# Hans-Jürgen Hehn
Hans-Jürgen Hehn (Lauda-Königshofen, 1944. október 1. –) világbajnok, olimpiai ezüstérmes német párbajtőrvívó, orvos.